# Chromadorella parabolica
Chromadorella parabolica är en rundmaskart som beskrevs av Christian Wieser 1954. Chromadorella parabolica ingår i släktet Chromadorella och familjen Chromadoridae. Inga underarter finns listade i Catalogue of Life.